# Trouton-Noble-Experiment
Mit dem Trouton-Noble-Experiment versuchten Frederick Thomas Trouton und Henry R. Noble im Jahr 1903, den Bewegungszustand der Erde relativ zum Äther auf eine andere Art als beim Michelson-Morley-Experiment zu messen. Der negative Ausgang des Experiments war neben dem Michelson-Morley-Experiment eins der wichtigsten Gegenargumente gegen die Äthertheorie und wurde damit zu einer frühen Bestätigung der speziellen Relativitätstheorie. Es wurde mehrmals mit demselben Resultat wiederholt (vgl. Tests der speziellen Relativitätstheorie).
Damit zusammenhängend sind weitere Paradoxien im Gebiet der Statik bekannt, beispielsweise das „Trouton-Noble-Paradoxon“ oder „Winkelhebelparadoxon“, die erst in der Relativitätstheorie aufgelöst wurden. Wie im Trouton-Noble-Experiment geht es dabei darum, ob durch den Wechsel des Bezugssystems ein Drehmoment oder gar eine messbare Rotation in einem statischen System vorhergesagt wird.
Das Trouton-Noble-Experiment wurde von Joseph Larmor angeregt, der die Erklärung des Michelson-Morley-Experiments durch Längenkontraktion als Bestätigung seiner eigenen Theorie der Elektrodynamik sah, was aber von William Mitchinson Hicks 1901 angegriffen wurde. Larmor trat daraufhin in Kontakt zu George Francis FitzGerald (dieser plante ein ähnliches Experiment mit einem Kondensator-Pendel) und nach dessen Tod zu dessen Schüler Trouton.

## Trouton-Noble-Experiment

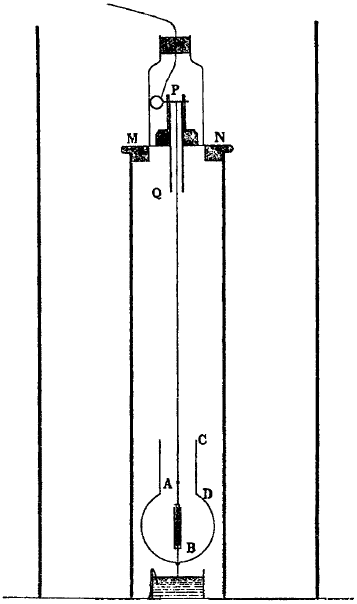
Schematischer Aufbau des Trouton-Noble-Experiments.

Bei diesem Versuch wurde ein geladener Plattenkondensator an einem dünnen Draht so aufgehängt, dass die Platten parallel zum Draht lagen und der ganze Kondensator wie bei einer Drehwaage durch Einwirken eines Drehmoments aus der Ruhelage ausgelenkt wird. Ein solches Drehmoment sollte, im Einklang mit der Äthertheorie, allein dadurch entstehen, dass der Kondensator gegenüber dem Äther eine Geschwindigkeit {\displaystyle v\neq 0} hat. Dann repräsentiert jede geladene Kondensatorplatte einen Strom, dessen Magnetfeld {\displaystyle B} auf die andere Platte eine Lorentz-Kraft {\displaystyle F} ausübt. So entsteht ein Kräftepaar mit einem Drehmoment
{\displaystyle \tau =-E'{\frac {v^{2}}{c^{2}}}\sin 2\alpha '}
({\displaystyle E'}: elektrostatische Feldenergie im Kondensator; {\displaystyle c}: Lichtgeschwindigkeit; {\displaystyle \alpha '}: Winkel zwischen der senkrechten Verbindungslinie der beiden Platten und der Geschwindigkeit {\displaystyle v}).
Bei dem Versuch ruhte die Apparatur im Labor, bewegte sich also mit der Erde mit. Es konnten jedoch keinerlei signifikante Drehmomente nachgewiesen werden. Dies stellte (wie auch das Michelson-Morley-Experiment) einen bedeutenden Einwand gegen die Auffassung eines ruhenden Äthers bzw. eines bevorzugten Bezugssystems dar.
Ähnliche Experimente wurden später mit noch größerer Präzision, aber demselben negativen Resultat, von Rudolf Tomaschek (1925, 1926), Carl T. Chase (1926, 1927) und Howard C. Hayden (1994) ausgeführt.
Dieses Ergebnis stimmt mit der aus der speziellen Relativitätstheorie folgenden Erwartung überein, dass die Experimentalanordnung gemäß dem Relativitätsprinzip als in einem Inertialsystem ruhend betrachtet werden kann, und folglich auch kein positives Ergebnis auftreten kann.
Dies muss auch für alle anderen Inertialsysteme gelten, da eine Lorentz-Transformation (welche die Koordinaten der Inertialsysteme miteinander verbindet) das Ergebnis nicht verändert. Jedoch erwies sich deren Anwendung auf statische und dynamische Probleme als recht schwierig, und es wurden unterschiedliche Modelle vorgeschlagen um das „Trouton-Noble-Paradoxon“ (ob nämlich ein Drehmoment in relativ bewegten Inertialsystem auftritt oder nicht) zu lösen.

## Winkelhebelparadoxon
Das Trouton-Noble-Paradoxon ist im Wesentlichen äquivalent mit dem sogenannten „Winkelhebelparadoxon“ (Right-angle lever paradox), das erstmals von Gilbert Newton Lewis und Richard C. Tolman (1909) behandelt wurde. Es sei ein Winkelhebel mit Endpunktion abc gegeben mit gleich langen Schenkeln der Länge {\displaystyle L'_{0}}. In seinem Ruhesystem sind die Kräfte {\displaystyle f_{y}'} in Richtung ba mit Angriffspunkt c und {\displaystyle f_{x}'} in Richtung bc mit Angriffspunkt a gleich groß, sodass Gleichgewicht herrscht, deshalb existiert kein Drehmoment {\displaystyle \tau '} gemäß dem Hebelgesetz:
{\displaystyle \tau '=L'_{0}\left(f'_{x}-f'_{y}\right)=0.}
Wird dies hingegen aus einem relativ zur x-Achse bewegten System betrachtet, so schrumpft bc aufgrund der Längenkontraktion und ba ist länger als bc. Das Hebelgesetz ergibt in diesem Fall:
{\displaystyle \tau =f_{x}\cdot L'_{0}-f_{y}\cdot L'_{0}{\sqrt {1-{\frac {v^{2}}{c^{2}}}}}=L'_{0}\left(f_{x}-f_{y}{\sqrt {1-{\frac {v^{2}}{c^{2}}}}}\right)>0}
Das Drehmoment ist in diesem Bezugssystem nicht null, was den Winkelhebel scheinbar in Rotation versetzen müsste. Da dies aber aufgrund der Drehimpulserhaltung nicht der Fall sein kann, schlossen Lewis und Tolman, dass kein Drehmoment vorliegt. Folglich schlossen sie:
{\displaystyle {\frac {f_{x}}{f_{y}}}={\sqrt {1-{\frac {v^{2}}{c^{2}}}}}.}
Jedoch zeigte Max von Laue (1911), dass dies im Widerspruch zum Transformationsgesetz der Kraft bei Koordinatentransformation steht:
{\displaystyle f_{x}=f'_{x},\ f_{y}=f'_{y}\cdot {\sqrt {1-{\frac {v^{2}}{c^{2}}}}}}
woraus sich stattdessen
{\displaystyle {\frac {f_{x}}{f_{y}}}={\frac {1}{\sqrt {1-{\frac {v^{2}}{c^{2}}}}}}}
ergibt. Angewendet auf das Hebelgesetz ergibt sich folgendes Drehmoment:
{\displaystyle \tau =-L_{0}\cdot f'_{x}\cdot {\frac {v^{2}}{c^{2}}},}
was prinzipiell dasselbe Problem beschreibt wie beim Trouton-Noble-Paradoxon.

## Lösungen
Die detaillierte relativistische Analyse dieser Paradoxien erfordert eine sorgfältige Berücksichtigung der relevanten Kräfte und Impulse. Dafür wurden verschiedenen Ansätze vorgelegt, die allesamt darin übereinstimmen, dass keine Rotation eintritt.

### Laue-Strom
Die erste Lösung des Trouton-Noble-Paradoxons wurde durch Hendrik Antoon Lorentz (1904) gegeben. Sie beruht auf der Annahme, dass Impuls und Drehmoment der elektrostatischen Kräfte kompensiert werden durch Impuls und Drehmoment der molekularen Bindungskräfte.
Dies wurde von Max von Laue (1911) fortgeführt, der die Standardlösung für dieses Paradoxon gab. Sie basierte auf der „Trägheit der Energie“, wonach durch elastische Spannungen ein Energiefluss erzeugt wird, der ebenfalls mit einem Impuls ausgestattet ist („Laue-Strom“). Das resultierende (mechanische) Drehmoment im Falle des Trouton-Noble-Experiments ist
{\displaystyle \tau =E'{\frac {v^{2}}{c^{2}}}\sin 2\alpha '}
und im Falle des Winkelhebels:
{\displaystyle \tau =L_{0}\cdot f'_{x}\cdot {\frac {v^{2}}{c^{2}}}}
was das oben erwähnte elektromagnetische Drehmoment exakt kompensiert, sodass keine Rotation entsteht. Oder mit anderen Worten: Das elektromagnetische Drehmoment ist sogar notwendig um die gleichförmige Bewegung eines gespannten Körpers zu ermöglichen, d. h., um den Körper daran zu hindern, aufgrund des mechanischen Drehmoments zu rotieren.
Seitdem wurden eine Reihe von Arbeiten veröffentlicht, die Laues Lösung weiterentwickelten bzw. modifizierten, und für verschiedene Probleme „versteckte“ Impulse („hidden momentum“) einführten.

### Reformulierungen von Kraft und Impuls
Andere Autoren waren unzufrieden mit der Idee von bezugssystemabhängigen Drehmomenten. Wenn im Ruhesystem des Objekts kein Drehmoment auftritt, sollte dies auch in allen anderen Inertialsystemen nicht der Fall sein. Deshalb wurde versucht, die Standardausdrücke für Impuls und Kraft mit solchen zu ersetzen, die von vornherein manifest Lorentzkovariant waren. Diese Methode ist analog zur Lösung des 4/3-Problem der elektromagnetischen Masse von Elektronen gemäß Enrico Fermi (1922) und Fritz Rohrlich (1960). Entgegen der Standardmethode, wo Kräfte und Impulse auf die Gleichzeitigkeits-Hyperebenen des jeweiligen Beobachters bezogen werden, sollen in der Fermi-Rohrlich-Definition lediglich Gleichzeitigkeits-Hyperebenen des Ruhesystems des Objekts benutzt werden. Laut Jannsen beruht der Unterschied zwischen Laues Standardlösung und solchen alternativen Formulierungen also nur auf unterschiedlichen Konventionen zur Wahl der Gleichzeitigkeits-Hyperebene.
Analog dazu unterschied Rohrlich (1967) zwischen „scheinbaren“ und „wahren“ Lorentz-Transformationen. Die direkte Anwendung der Lorentz-Transformation, wo die nicht-gleichzeitigen Positionen der Endpunkte einer Strecke in einem bewegten System ermittelt wird, wäre eine „wahre“ Transformation. Die Lorentzkontraktion wäre hingegen das Resultat einer scheinbaren Transformation, da neben der Lorentz-Transformation noch zusätzlich die gleichzeitigen Positionen der Endpunkte berechnet werden müssen. Zusätzliche sprachen Cavalleri/Salgarelli (1969) von „synchroner“ versus „asynchroner“ Formulierung von statischem Gleichgewicht. Ihrer Meinung nach sollten Kräfte und Impulse nur im Ruhesystem des Objekts synchron betrachtet werden, im bewegten System jedoch asynchron.

### Kraft und Beschleunigung
Eine einfache Lösung, die ohne Kompensationskräfte und ohne Neudefinitionen auskommt, wurde von Richard C. Tolman und Paul Sophus Epstein (1911) gegeben.
Eine ähnliche Lösung wurde von Franklin (2006) wiederentdeckt.
Sie verwiesen auf die Tatsache, dass Kraft und Beschleunigung in der Relativitätstheorie nicht notwendigerweise in dieselbe Richtung weisen (siehe Relativistische Masse). Die von der Kraft gespielte Rolle in der Relativitätstheorie ist also sehr unterschiedlich zur klassischen Mechanik.

Link zum Bild

Hierzu ein Beispiel: Es sei ein Stab mit Endpunkten OM gegeben. Dieser ist am Punkt O befestigt, wobei ein Körper mit der Masse m bei M befestigt ist. Der Stab schließt den Winkel {\displaystyle \tan \alpha '\!} mit der y'Achse ein. Nun wirkt bei M eine Kraft {\displaystyle f'} in Richtung OM, wobei Gleichgewicht im Ruhesystem des Stabs dann herrscht, wenn {\displaystyle {\tfrac {f'_{x}}{f'_{y}}}=\tan \alpha '}.
In einem relativ dazu bewegten System gilt, wie bereits oben erwähnt:
{\displaystyle f_{x}=f'_{x},\ f_{y}=f'_{y}\cdot {\sqrt {1-{\frac {v^{2}}{c^{2}}}}},\ \tan \alpha =\tan \alpha '{\sqrt {1-{\frac {v^{2}}{c^{2}}}}}}
Also {\displaystyle {\frac {f_{x}}{f_{y}}}={\frac {\tan \alpha }{1-{\frac {v^{2}}{c^{2}}}}}}.
Im bewegten System zeigt die resultierende Kraft also nicht direkt von O zu M. Dies führt jedoch nicht zu einer Rotation, denn die Beschleunigungen sind nicht parallel zu den verursachenden Kräften. Die relativistischen Ausdrücke für den Zusammenhang von Masse, Beschleunigung und Kraft sind in longitudinaler und transversaler Richtung:
{\displaystyle a_{x}={\frac {f_{x}}{m\gamma ^{3}}},\ a_{y}={\frac {f_{y}}{m\gamma }}}, wo {\displaystyle \gamma ={\frac {1}{\sqrt {1-{\frac {v^{2}}{c^{2}}}}}}}.
Also {\displaystyle {\frac {a_{x}}{a_{y}}}=\tan \alpha }.
Folglich tritt auch in diesem System keine Rotation auf. Ähnliche Überlegungen gelten auch für das Trouton-Noble- und das Winkelhebelparadoxon. Die Paradoxien sind damit also aufgelöst, weil die beiden Beschleunigungen (als Vektoren) zum Schwerpunkt des Systems (Kondensator bei Trouton-Noble) zeigen, obwohl die Kräfte dies nicht tun.
Epstein fügte hinzu, dass, wenn man es befriedigender findet, auch in der Relativitätstheorie die Proportionalität zwischen Kraft und Beschleunigung wiederherzustellen (wie in der gewohnten Newtonschen Mechanik), Kompensationskräfte eingeführt werden müssen, welche formal mit Laues Strom übereinstimmen. Epstein entwickelte einen solchen Formalismus in den weiteren Abschnitten seiner Arbeit von 1911.